# 드라마 CD
드라마 CD는 CD에 소리만으로 이야기를 담은 것이다. 대부분 만화책, 게임, 애니메이션 등을 원작으로 한다.

## 특징
- 애니메이션에서 영상 정보만을 제거한 것과 유사하며, 제거된 영상에 대해서는 등장 인물이 묘사하는 경우가 많다.
- 이야기를 효과음, 배경 음악, 목소리만으로 표현하며, 특히 성우의 목소리 연기의 비중이 높다.
- 소리만으로 표현해야 되기 때문에, 애니메이션에 비해 성우의 목소리 연기가 과장되는 경우가 많다.
- 일본에서 제작된 작품들이 많다.
- 한국에서는 특정 장르의 이야기나 일부 소설을 주로 각색하여 CD로 제작되는 편이며, 여성팬의 비중이 큰 편이다.

## 드라마 CD로 제작된 작품
- 사쿠라장의 애완 그녀
- 역시 내 청춘 러브코메디는 잘못됐다
- 내 여동생이 이렇게 귀여울 리가 없어
- 성계의 문장
- 성계의 전기
- 마리아님이 보고계셔
- 키미키스
- 클라나드
- 반쪽 달이 떠오르는 하늘
- 히다마리 스케치
- 사이버 포뮬러
- 일곱빛깔 드롭스
- 쓰르라미 울 적에
- 나는 친구가 적다
- 로큐브!
- 나와 호랑이님
- 오토보쿠
- 슈타인즈 게이트
- 츠키츠키!(つきツキ!)
- 슈라바라!(しゅらばら)!
- 숨덕부
- 빙과
- 마법소녀 리리컬 나노하 시리즈
- 늑대와 향신료
- 세계 제일의 첫사랑
- 사탕색 패러독스
- 나의 선배
- 히카루가 지구에 있었을 무렵
- 나와 호랑이님
- 데이트 어 라이브
- 니세코이
- 네가 주인이고 집사가 나
- 내가 아가씨학교에 서민샘플로 납치된 사건
- 오다 노부나의 야망
- 마시로색 심포니
- 단칸방의 침략자
- 히프노시스 마이크
- 카리스마 하우스

## 드라마 CD 제작사

### 한국
- 오디오 코믹스
- 야해(夜海)
- 소리터 (SORI터)
- 디바
- 호락
- 보이스스토리 (Voicestory)

## 같이 보기
- 라디오 드라마